# 2010-es RAC Tourist Trophy

Az új vonalvezetése a Silverstone Circuit-nek

A 2010-es RAC Tourist Trophy egy autóverseny, amit a Silverstone Circuit-ön tartottak az Április 30.-Május 2. hétvégén. A verseny a 2010-es FIA GT1 világbajnokság második futama és a sorozat használta először a kifejezetten MotoGP számára felújított 5.900 km (3.666 mi) hosszú pályát. A GT1 sorozat egy részét képezte a Silverstone Supercar 2010-nek, mert még itt rendezett futamot ugyanekkor a FIA GT3 Európa-bajnokság, a GT4 Európakupa, és a British Formula 3 bajnokság. A bajnokiverseny győztesei kapták meg a RAC Tourist Trophy-t, amit a Royal Automobile Club ad át a RAC Tourist Trophy győzteseinek.
A brit gyártó, az Aston Martin dominált eleinte, a Pole Pozíciót is Aston Martin autó nyerte méghozzá a Darren Turner és Tomáš Enge Young Driver AMR autója, a kvalifikálóversenyt a Hexis AMR nyerte, méghozzá a Frédéric Makowiecki és Thomas Accary alkotta csapat. Turner és Enge nyerte a bajnokiversenyt, de a műszaki vizsgálaton megbukott az autójuk és kizárták őket a versenyből, ezzel a Nissan egyik párosa Jamie Campbell-Walter és Warren Hughes, a Sumo Power Nissan csapat egyik pilótapárosa nyerte a bajnokiversenyt, egyben a RAC Tourist Trophy-t. Az Aston Martin a második lett, a Lamborghini első dobogós helyezését szerezte meg a bajnokságban.

## Időmérő
Az első pilótának minősített versenyző az első és harmadik edzésen vezet, a második versenyző a második szabadedzésen vezet, a két pilóta közül a jobb időt elérő pilóta vesz rész az időmérő edzésen.
| Pozíció | #  | Első pilóta           | Csapat                          | Első edzés | Második edzés | Harmadik edzés | Rajthely |
| Pozíció | #  | Második pilóta        | Csapat                          | Első edzés | Második edzés | Harmadik edzés | Rajthely |
| ------- | -- | --------------------- | ------------------------------- | ---------- | ------------- | -------------- | -------- |
| 1       | 7  | Darren Turner         | Young Driver AMR                | 2:00.076   | 2:00.089      | 1:58.808       | 1        |
| 1       | 7  | Tomáš Enge            | Young Driver AMR                | 2:00.076   | 2:00.089      | 1:58.808       | 1        |
| 2       | 9  | Frédéric Makowiecki   | Hexis AMR                       | 2:00.594   | 2:00.210      | 1:59.287       | 2        |
| 2       | 9  | Thomas Accary         | Hexis AMR                       | 2:00.594   | 2:00.210      | 1:59.287       | 2        |
| 3       | 23 | Michael Krumm         | Sumo Power GT                   | 2:00.185   | 2:00.026      | 1:59.501       | 3        |
| 3       | 23 | Peter Dumbreck        | Sumo Power GT                   | 2:00.185   | 2:00.026      | 1:59.501       | 3        |
| 4       | 1  | Andrea Bertolini      | Vitaphone Racing Team           | 2:00.293   | 1:59.990      | 1:59.775       | 4        |
| 4       | 1  | Michael Bartels       | Vitaphone Racing Team           | 2:00.293   | 1:59.990      | 1:59.775       | 4        |
| 5       | 22 | Warren Hughes         | Sumo Power GT                   | 2:00.995   | 1:59.826      | 2:00.459       | 5        |
| 5       | 22 | Jamie Campbell-Walter | Sumo Power GT                   | 2:00.995   | 1:59.826      | 2:00.459       | 5        |
| 6       | 10 | Clivio Piccione       | Hexis AMR                       | 2:00.709   | 1:59.796      | 2:00.566       | 6        |
| 6       | 10 | Jonathan Hirschi      | Hexis AMR                       | 2:00.709   | 1:59.796      | 2:00.566       | 6        |
| 7       | 25 | Jos Menten            | Reiter                          | 2:00.851   | 1:59.876      | 2:00.641       | 7        |
| 7       | 25 | Frank Kechele         | Reiter                          | 2:00.851   | 1:59.876      | 2:00.641       | 7        |
| 8       | 24 | Peter Kox             | Reiter                          | 2:00.782   | 2:00.099      | 2:00.699       | 11[A]    |
| 8       | 24 | Christopher Haase     | Reiter                          | 2:00.782   | 2:00.099      | 2:00.699       | 11[A]    |
| 9       | 13 | Andreas Zuber         | Phoenix Racing / Carsport       | 2:00.471   | 2:00.220      |                | 8        |
| 9       | 13 | Marc Hennerici        | Phoenix Racing / Carsport       | 2:00.471   | 2:00.220      |                | 8        |
| 10      | 8  | Stefan Mücke          | Young Driver AMR                | 1:59.694   | 2:00.335      |                | 9        |
| 10      | 8  | Christoffer Nygaard   | Young Driver AMR                | 1:59.694   | 2:00.335      |                | 9        |
| 11      | 14 | Mike Hezemans         | Phoenix Racing / Carsport       | 2:00.856   | 2:00.637      |                | 10       |
| 11      | 14 | Anthony Kumpen        | Phoenix Racing / Carsport       | 2:00.856   | 2:00.637      |                | 10       |
| 12      | 34 | Matteo Bobbi          | Triple H Team Hegersport        | 1:59.888   | 2:01.280      |                | 12       |
| 12      | 34 | Bert Longin           | Triple H Team Hegersport        | 1:59.888   | 2:01.280      |                | 12       |
| 13      | 2  | Enrique Bernoldi      | Vitaphone Racing Team           | 2:00.424   | 2:01.371      |                | 13       |
| 13      | 2  | Miguel Ramos          | Vitaphone Racing Team           | 2:00.424   | 2:01.371      |                | 13       |
| 14      | 33 | Alexandros Margaritis | Triple H Team Hegersport        | 1:59.868   | 2:01.899      |                | 14       |
| 14      | 33 | Altfrid Heger         | Triple H Team Hegersport        | 1:59.868   | 2:01.899      |                | 14       |
| 15      | 5  | Romain Grosjean       | Matech Competition              | 2:00.885   | 2:02.113      |                | 15       |
| 15      | 5  | Thomas Mutsch         | Matech Competition              | 2:00.885   | 2:02.113      |                | 15       |
| 16      | 12 | Oliver Gavin          | Mad-Croc Racing                 | 1:59.861   | 2:02.287      |                | 16       |
| 16      | 12 | Pertti Kuismanen      | Mad-Croc Racing                 | 1:59.861   | 2:02.287      |                | 16       |
| 17      | 37 | Christophe Bouchut    | All-Inkl.com Münnich Motorsport | 2:01.158   |               |                | 17       |
| 17      | 37 | Marc Basseng          | All-Inkl.com Münnich Motorsport | 2:01.158   |               |                | 17       |
| 18      | 40 | Bas Leinders          | Marc VDS Racing Team            | 2:01.175   |               |                | 18       |
| 18      | 40 | Maxime Martin         | Marc VDS Racing Team            | 2:01.175   |               |                | 18       |
| 19      | 4  | Seiji Ara             | Swiss Racing Team               | 2:01.193   |               |                | 19       |
| 19      | 4  | Max Nilsson           | Swiss Racing Team               | 2:01.193   |               |                | 19       |
| 20      | 11 | Xavier Maassen        | Mad-Croc Racing                 | 2:01.424   |               |                | 20       |
| 20      | 11 | Nicolas Armindo       | Mad-Croc Racing                 | 2:01.424   |               |                | 20       |
| 21      | 3  | Karl Wendlinger       | Swiss Racing Team               | 2:01.506   |               |                | 21       |
| 21      | 3  | Henri Moser           | Swiss Racing Team               | 2:01.506   |               |                | 21       |
| 22      | 41 | Markus Paltalla       | Marc VDS Racing Team            | 2:02.072   |               |                | 22       |
| 22      | 41 | Renaud Kuppens        | Marc VDS Racing Team            | 2:02.072   |               |                | 22       |
| 23      | 38 | Dominik Schwager      | All-Inkl.com Münnich Motorsport | 2:02.929   |               |                | 23       |
| 23      | 38 | Nicky Pastorelli      | All-Inkl.com Münnich Motorsport | 2:02.929   |               |                | 23       |

↑ A:  A #24-es Reiter Lamborghini háromhelyes rajtbüntetést kapott.

## Versenyek

### Kvalifikálóverseny
| Pozíció | #  | Csapat                          | Pilóták                             | Gyártó       | Körök | Idő/Kiesés oka |
| ------- | -- | ------------------------------- | ----------------------------------- | ------------ | ----- | -------------- |
| 1       | 9  | Hexis AMR                       | Thomas Accary Frédéric Makowiecki   | Aston Martin | 30    |                |
| 2       | 10 | Hexis AMR                       | Clivio Piccione Jonathan Hirschi    | Aston Martin | 30    | +3.577         |
| 3       | 1  | Vitaphone Racing Team           | Michael Bartels Andrea Bertolini    | Maserati     | 30    | +4.935         |
| 4       | 7  | Young Driver AMR                | Tomáš Enge Darren Turner            | Aston Martin | 30    | +27.880        |
| 5       | 22 | Sumo Power GT                   | Warren Hughes Jamie Campbell-Walter | Nissan       | 30    | +29.745        |
| 6       | 25 | Reiter                          | Frank Kechele Jos Menten            | Lamborghini  | 30    | +33.488        |
| 7       | 14 | Phoenix Racing / Carsport       | Mike Hezemans Anthony Kumpen        | Corvette     | 30    | +40.752        |
| 8       | 23 | Sumo Power GT                   | Peter Dumbreck Michael Krumm        | Nissan       | 30    | +40.852        |
| 9       | 2  | Vitaphone Racing Team           | Miguel Ramos Enrique Bernoldi       | Maserati     | 30    | +47.687        |
| 10      | 24 | Reiter                          | Peter Kox Christpher Haase          | Lamborghini  | 30    | +49.958        |
| 11      | 13 | Phoenix Racing / Carsport       | Marc Hennerici Andreas Zuber        | Corvette     | 30    | +50.581        |
| 12      | 11 | Mad-Croc Racing                 | Xavier Maassen Nicolas Armindo      | Corvette     | 30    | +1:06.514      |
| 13      | 12 | Mad-Croc Racing                 | Pertti Kuismanen Oliver Gavin       | Corvette     | 30    | +1:10.589      |
| 14      | 4  | Swiss Racing Team               | Max Nilsson Seiji Ara               | Nissan       | 30    | +1:19.057      |
| 15      | 3  | Swiss Racing Team               | Karl Wendlinger Henri Moser         | Nissan       | 30    | +1:27.997      |
| 16      | 34 | Triple H Team Hegersport        | Bert Longin Matteo Bobbi            | Maserati     | 30    | +1:29.062      |
| 17      | 37 | All-Inkl.com Münnich Motorsport | Marc Basseng Christophe Bouchut     | Lamborghini  | 30    | +1:31.319      |
| 18      | 41 | Marc VDS Racing Team            | Renaud Kuppens Markus Paltalla      | Ford         | 29    | +1 Kör         |
| 19      | 40 | Marc VDS Racing Team            | Bas Leinders Maxime Martin          | Ford         | 29    | +1 Kör         |
| 20      | 38 | All-Inkl.com Münnich Motorsport | Nicky Pastorelli Dominik Schwager   | Lamborghini  | 29    | +1 Kör         |
| 21      | 5  | Matech Competition              | Thomas Mutsch Romain Grosjean       | Ford         | 28    | +2 Kör         |
| 22 Hn   | 33 | Triple H Team Hegersport        | Altfrid Heger Alexandros Margaritis | Maserati     | 21    | +9 Kör         |
| 23 Ki   | 8  | Young Driver AMR                | Stefan Mücke Christoffer Nygaard    | Aston Martin | 14    | Kiállt         |

### Bajnokiverseny
| Pozíció | #  | Csapat                          | Pilóták                             | Gyártó       | Körök | Idő/Kiesés oka |
| ------- | -- | ------------------------------- | ----------------------------------- | ------------ | ----- | -------------- |
| 1       | 22 | Sumo Power GT                   | Warren Hughes Jamie Campbell-Walter | Nissan       | 28    |                |
| 2       | 9  | Hexis AMR                       | Thomas Accary Frédéric Makowiecki   | Aston Martin | 28    | +1.885         |
| 3       | 25 | Reiter                          | Frank Kechele Jos Menten            | Lamborghini  | 28    | +10.284        |
| 4       | 34 | Triple H Team Hegersport        | Bert Longin Matteo Bobbi            | Maserati     | 28    | +10.875        |
| 5       | 8  | Young Driver AMR                | Stefan Mücke Christoffer Nygaard    | Aston Martin | 28    | +11.051        |
| 6       | 33 | Triple H Team Hegersport        | Altfrid Heger Alexandros Margaritis | Maserati     | 28    | +11.787        |
| 7       | 1  | Vitaphone Racing Team           | Michael Bartels Andrea Bertolini    | Maserati     | 28    | +19.310        |
| 8       | 40 | Marc VDS Racing Team            | Bas Leinders Maxime Martin          | Ford         | 28    | +22.413        |
| 9       | 4  | Swiss Racing Team               | Max Nilsson Seiji Ara               | Nissan       | 28    | +27.708        |
| 10      | 41 | Marc VDS Racing Team            | Renaud Kuppens Markus Paltalla      | Ford         | 28    | +28.790        |
| 11      | 11 | Mad-Croc Racing                 | Xavier Maassen Nicolas Armindo      | Corvette     | 28    | +35.507        |
| 12      | 38 | All-Inkl.com Münnich Motorsport | Nicky Pastorelli Dominik Schwager   | Lamborghini  | 28    | +58.724        |
| 13      | 10 | Hexis AMR                       | Clivio Piccione Jonathan Hirschi    | Aston Martin | 28    | +1:25.799      |
| 14      | 12 | Mad-Croc Racing                 | Pertti Kuismanen Oliver Gavin       | Corvette     | 25    | +3 Kör         |
| 15      | 2  | Vitaphone Racing Team           | Miguel Ramos Enrique Bernoldi       | Maserati     | 24    | +4 Kör         |
| 16 Ki   | 24 | Reiter                          | Peter Kox Christpher Haase          | Lamborghini  | 16    | Gumidefekt     |
| 17 Ki   | 3  | Swiss Racing Team               | Karl Wendlinger Henri Moser         | Nissan       | 16    | Baleset        |
| 18 Ki   | 13 | Phoenix Racing / Carsport       | Marc Hennerici Andreas Zuber        | Corvette     | 15    | Motor          |
| 19 Ki   | 23 | Sumo Power GT                   | Peter Dumbreck Michael Krumm        | Nissan       | 10    | Ütközés        |
| 20 Ki   | 14 | Phoenix Racing / Carsport       | Mike Hezemans Anthony Kumpen        | Corvette     | 2     | Tűz            |
| 21 Ki   | 37 | All-Inkl.com Münnich Motorsport | Marc Basseng Christophe Bouchut     | Lamborghini  | 1     | Kiállt         |
| 22 Ki   | 5  | Matech Competition              | Thomas Mutsch Romain Grosjean       | Ford         | 0     | Ütközés        |
| Kiz     | 7  | Young Driver AMR                | Tomáš Enge Darren Turner            | Aston Martin | 28    | Kizárták       |

### Bajnokság állása a verseny után
Pilóták bajnoki állása
| Pozíció | Pilót(a/ák)                         | Pontok |
| ------- | ----------------------------------- | ------ |
| 1       | Romain Grosjean Thomas Mutsch       | 31     |
| 2       | Frédéric Makowiecki Thomas Accary   | 26     |
| 3       | Marc Hennerici Andreas Zuber        | 26     |
| 4       | Michael Bartels Andrea Bertolini    | 26     |
| 5       | Warren Hughes Jamie Campbell-Walter | 25     |

Csapatok bajnoki állása
| Pozíció | Csapat                    | Pontok |
| ------- | ------------------------- | ------ |
| 1       | Phoenix Racing / Carsport | 41     |
| 2       | Vitaphone Racing Team     | 34     |
| 3       | Hexis AMR                 | 32     |
| 4       | Matech Competition        | 31     |
| 5       | Reiter                    | 29     |